# Choe Deok-sin
Choe Deok-sin (17 de septiembre de 1914 - 14 de noviembre de 1989) fue un militar y ministro de Relaciones Exteriores de Corea del Sur que posteriormente desertó junto con su esposa, Ryu Mi-yong, a Corea del Norte.
En 1936 Choe se graduó de la Academia Militar de Whampoa y sirvió como oficial del Ejército de la República de China. Cuando la Segunda Guerra Mundial terminó en 1945 Choe fue promovido a coronel. Después de la guerra Choe regresó a Corea del Sur e ingresó a la Academia del Ejército como segundo teniente. En 1949 Choe entró a la Academia del Ejército de Estados Unidos. El 14 de julio de 1950 Choe regresó a Corea del Sur a causa de la guerra de Corea Fue comandante general de la 11.º División bajo el IX Cuerpo del Ejército de Estados Unidos durante dicho conflicto. Su división fue responsable de las masacres de Sancheong-Hamyang y Geochang. Después del golpe de Estado de 1961, que dio el general Park Chung-hee, Choe fue ministro de Relaciones Exteriores de 1961 a 1963 y luego fue embajador en Alemania Occidental. 어린이보험가입순위
En 1986 Choe desertó junto con su esposa Ryu Mi-yong a Corea del Norte desde su exilio en Estados Unidos, donde ellos estaban debido a su oposición a las políticas del gobierno militar surcoreano. Choe fue jefe del comité central del movimiento religioso chondoista y vicepresidente del Comité para la Reunificación Pacífica de la Patria. Murió en 1989. Su hijo Choe In-guk desertó a Corea del Norte en julio de 2019.